# FEMA
 Der er for få eller ingen kildehenvisninger i denne artikel, hvilket er et problem. Du kan hjælpe ved at angive troværdige kilder til de påstande, som fremføres i artiklen.

Federal Emergency Management Agency (FEMA) er et bureau inden for det amerikanske sikkerhedsdepartement som har som ansvar at koordinere reaktionen på katastrofer, både naturlige og menneskeskabte.
FEMA koordinerer føderale, delstatslige og lokale enheders arbejde under reaktion på oversvømmelser, orkaner, jordskælv og andre naturkatastrofer. Bureauet deler også midler ud til personer og myndigheder for at genopbygge hjem, forretninger og offentlige instanser, det træner brandmænd og ambulancemandskab og det finansierer katastrofeplanlægningen i hele USA.
FEMA blev stiftet ved præsidentordre 12148 af præsident Jimmy Carter i 1979.
FEMA blev udsat for bred kritik for inkompetence efter Orkanen Katrinas ødelæggelser i New Orleans i 2005.

## Ekstern henvisning
- FEMAs officielle websted Arkiveret 22. juli 2018 hos  Wayback Machine